# Eccymatoge melanoterma
Eccymatoge melanoterma es una especie de polilla de la familia Geometridae. La especie fue descrita por primera vez por Louis Beethoven Prout en 1913 con distribución en Sudáfrica. El sintipo de la especie fue descrita en el sector Haenertsburg en la provincia de Limpopo. Tiene gran parecido con otra especie de la región, la Eupithecia infectaria.

## Descripción
Es una polilla mediana con una envergadura de 26 milímetros (1 plg). La cara es marrón rojiza mezclada con negro. Sus palpos son negruzcos, con la primera y segunda articulaciones pálidas por debajo. La ciliación antenal diminuta. El tórax es marrón rojizo dorsalmente, mezclado con fuscous en la parte anterior, mientras que el abdomen es marrón rojizo dorsalmente con una banda blanquecina en la base, seguida de una banda fuscous. Las patas delanteras y medias por encima cuenta con manchas pálidas en los extremos de las articulaciones.

### Alas
El ala anterior tiene forma que recuerda a las Eupithecias alargada: con el ápice agudo y el termen débilmente subcrenulado. El ala es de color marrón rojizo con el borde costal hasta aproximadamente dos tercios que es de color ceniza. Cuenta con líneas transversales muy indistintas y una mancha celular grande y negra. 
El ala posterior cuenta con un borde costal bastante largo y muy recto, ligeramente más pálida que el ala anterior, excepto a lo largo del margen interno, donde se pueden rastrear los comienzos de las líneas, aquellas cerca del tornus casi fusionadas en una mancha oscura. La parte inferior del ala posterior está mejor marcada, con una mancha discal oscura bastante fuerte y una línea postmedia fuertemente angulada bien discernibles.